# Basilepta dhunchenum
Basilepta dhunchenum es un insecto coleóptero de la familia Chrysomelidae.
Fue descrita científicamente por primera vez en 1981 por Kimoto & Takizawa.